# 南川橐吾
南川橐吾（学名：Ligularia nanchuanica）是菊科橐吾属的植物，为中国的特有植物。分布于中国大陆的四川等地，生长于海拔1,320米至2,040米的地区，一般生于草坪和荒地，目前尚未由人工引种栽培。